# Чепелик Володимир Андрійович
Володи́мир Андрі́йович Чепелик (17 жовтня 1945, Київ — 13 квітня 2021, Київ) — український скульптор, педагог, професор Національної академії образотворчого мистецтва і архітектури, голова Національної спілки художників України. Народний художник України (1992), лауреат Національної премії України ім. Т. Г. Шевченка (2000).

## Життєпис
Народився 17 жовтня 1945 року в місті Києві.
У 1972 році закінчив Київський державний художній інститут.
У 1972—75 роках на творчій роботі.
1975 року розпочав викладацьку діяльність у Київському державному художньому інституті (нині Національна академія образотворчого мистецтва і архітектури).
У 1986 році Володимир Чепелик став лауреатом Республіканської премії ЛКСМУ ім. М. Островського.
У 1990 році Володимира Андрійовича Чепелика було обрано головою Національної спілки художників України.
Від 1992 року — професор, у цьому ж році отримав звання «Народний художник України».
Від 1996 року — академік-засновник АМУ, дійсний член (академік) Національної академії мистецтв України (1997—2021).
Помер 13 квітня 2021 у Києві. Похований на Байковому кладовищі.

## Відзнаки та нагороди
Митець брав участь у вітчизняних і міжнародних виставках. Активно займався підготовкою й вихованням скульпторів у Національній академії образотворчого мистецтва і архітектури як професор і керівник навчально-творчої майстерні. За свою діяльність отримав низку нагород.
- Лауреат Національної премії України ім. Тараса Шевченка (2000)
- Орден князя Ярослава Мудрого V ст. (2011)[3]
- Орден «За заслуги» І (2007)[4], ІІ (2004)[5] і III (1998)[6] ступенів
- Орден Дружби (2003, Росія)
- Почесна грамота Кабінету Міністрів України (1998)[7]
- Почесна грамота Верховної Ради України (2005)
- Золота медаль АМУ (2005)
- Почесний громадянин міста Києва (2011)[8]
- Орден князя Ярослава Мудрого IV ст. (25 червня 2016) — за значний особистий внесок у державне будівництво, соціально-економічний, науково-технічний, культурно-освітній розвиток України, вагомі трудові здобутки та високий професіоналізм[9]

## Творчість

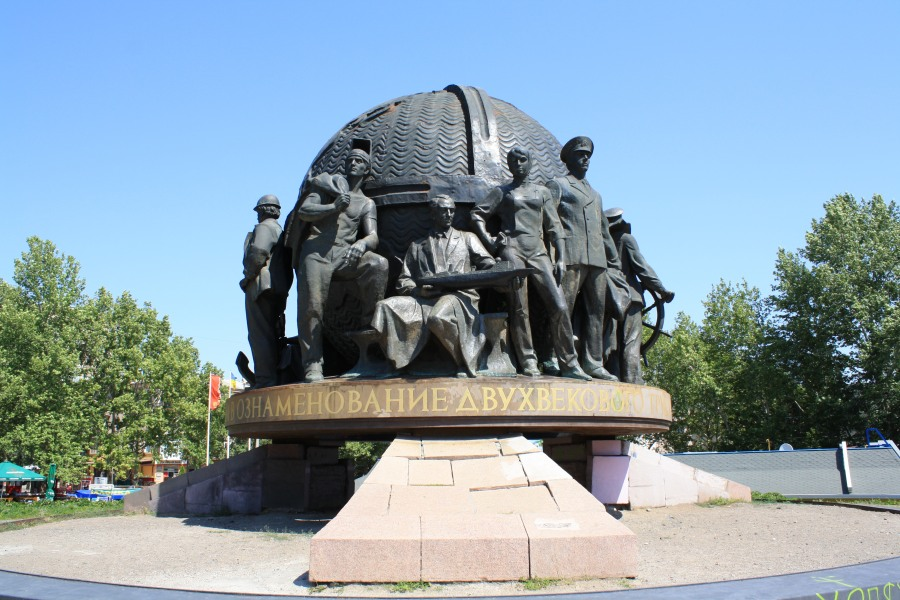
Пам'ятник корабелам і флотоводцям Миколаєва в Миколаєві

Головною тематикою творчості Володимира Чепелика є меморіальні ансамблі, історичні та портретні композиції, зокрема галерея портретів видатних діячів вітчизняної культури. Його твори зберігаються в музейних та приватних колекціях в Україні та за кордоном.
Найвідоміші твори:

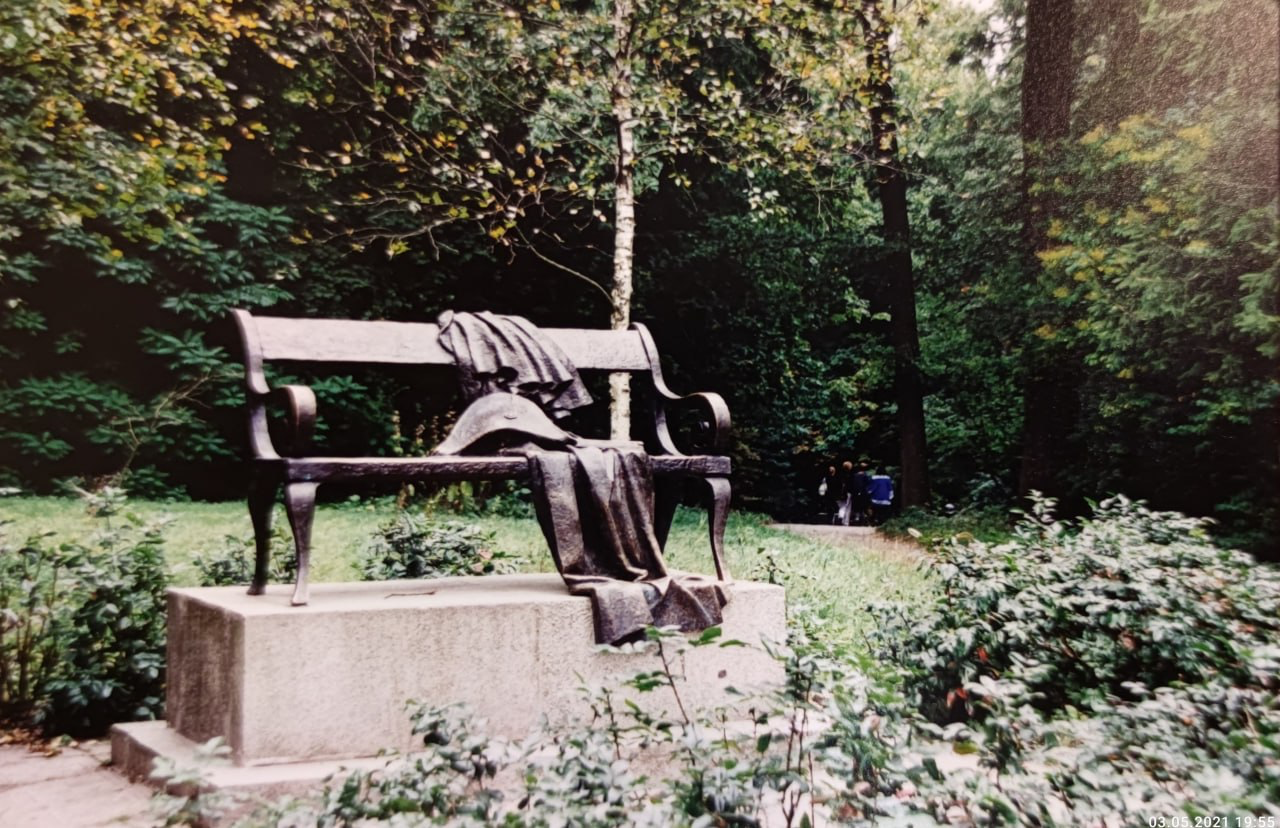
пам'ять південно товариства декобристів

- пам'ять південно товариства декобристів станкові: «Біль», «С. Васильківський» (1988), «М. Ге» (1988), «М. Мурашко»
- пам'ятники

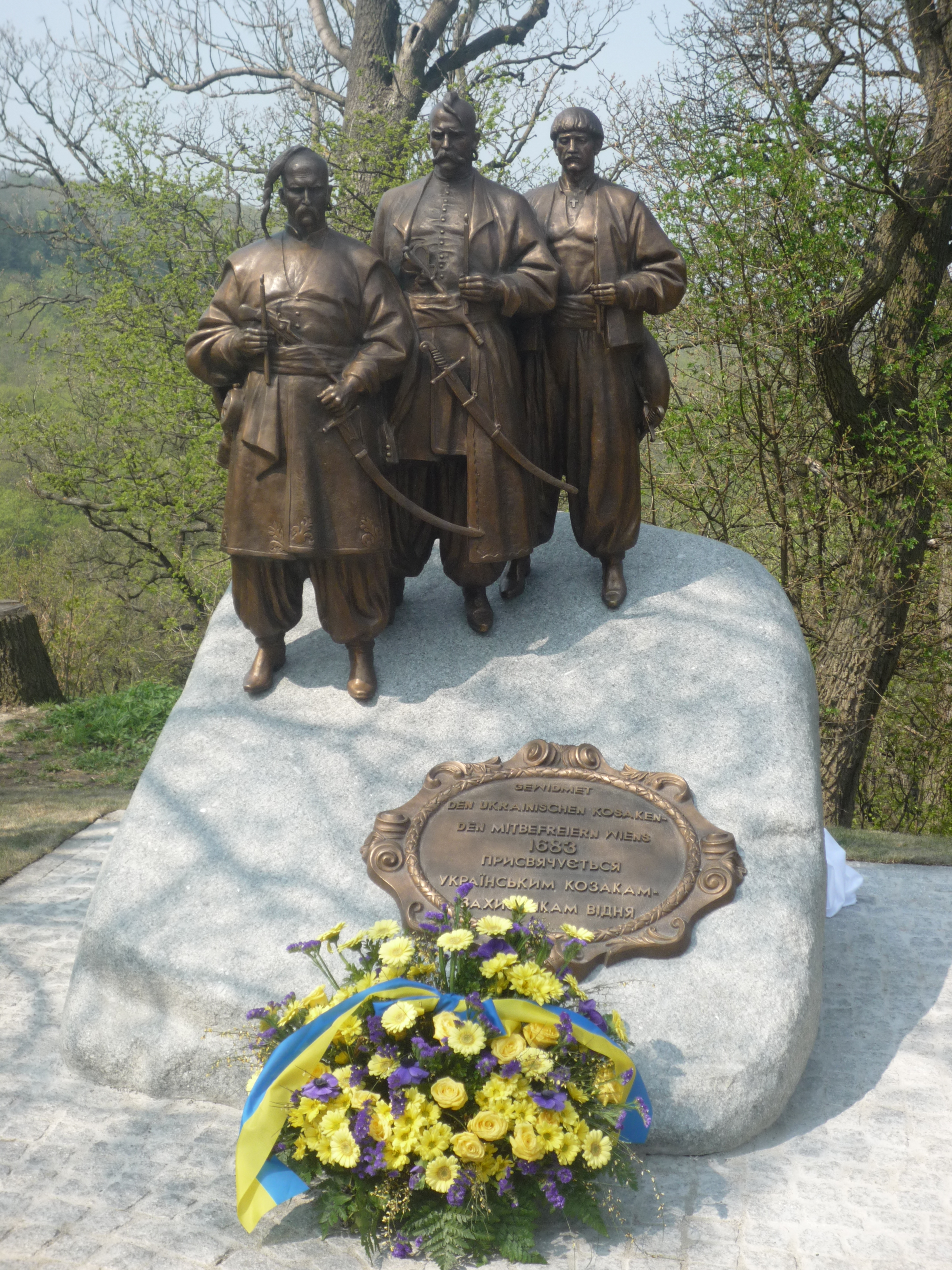
ПАМ'ЯТНИК УКРАІНСЬКИМ КОЗАКАМ ВИЗВОЛИТЕЛЯМ м.ВІДЕНЬ 2014р.

  - ПАМ'ЯТНИК УКРАІНСЬКИМ КОЗАКАМ ВИЗВОЛИТЕЛЯМ м.ВІДЕНЬ 2014р.Декабристам (Кам'янка, Черкаська область, 1982)

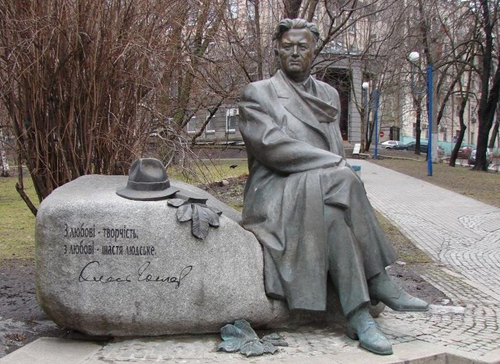
Пам'ятник Олесю Гончару м.Киев 2000р.

  - Пам'ятник Олесю Гончару м.Киев 2000р.Героям Малинського підпілля (Малин, Житомирська область, 1984)

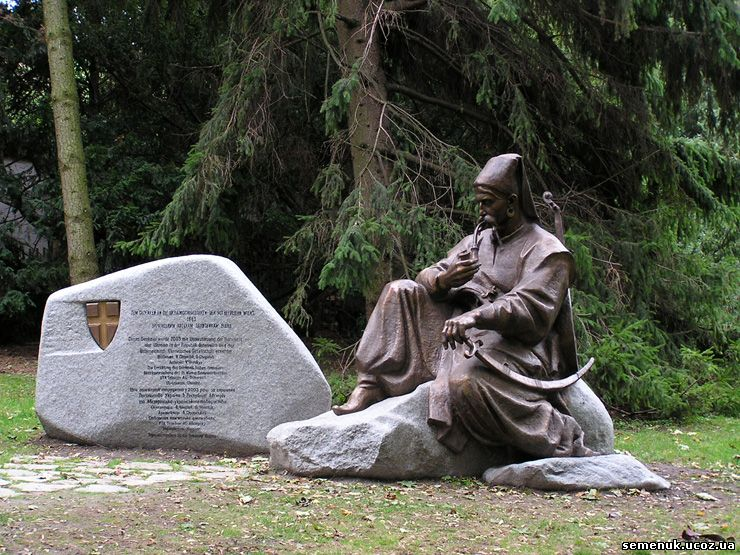
Пам'ятник українському козацтву Відень

  - Пам'ятник українському козацтву Відень Корабелам і флотоводцям Миколаєва (Миколаїв — з нагоди 200-річчя міста, 1989)

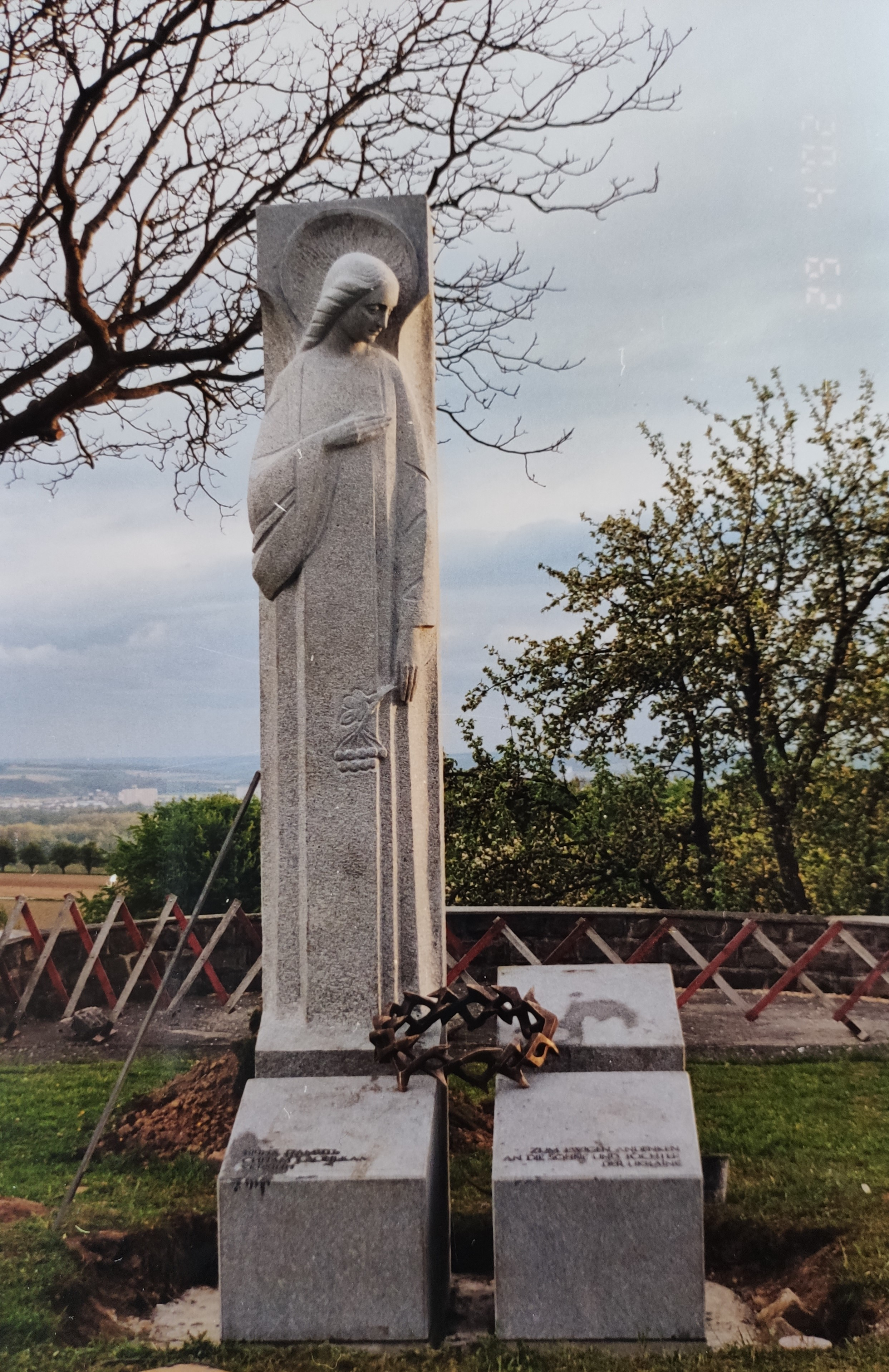
Меморіальний комплекс маутхаузен м. Маутхаузен

  - Меморіальний комплекс маутхаузен м. Маутхаузен Жителям селища на Трухановому острові, спаленого фашистами в 1943 році (Київ, 1989)
  - Воїнам, полеглим при визволенні Києва у 1943 році (Південна Борщагівка, Київ, 1990)

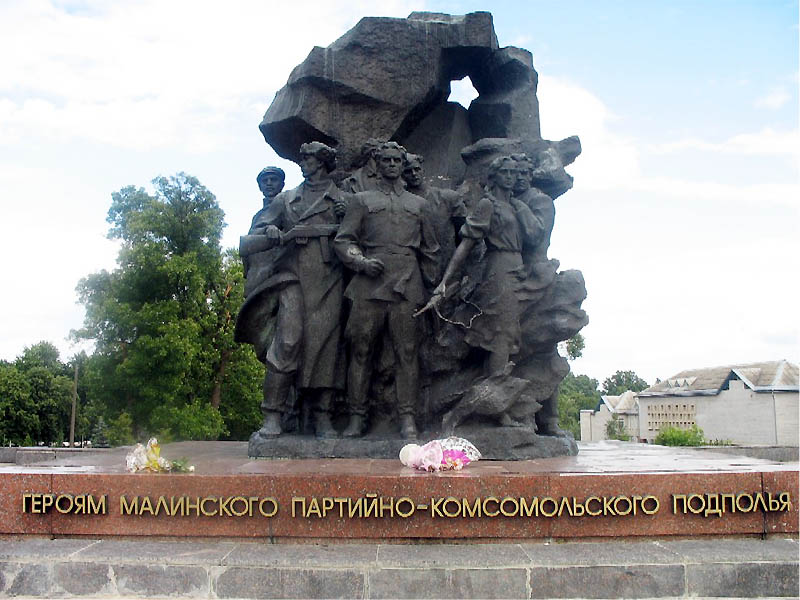
Героям Малинського партійно-комсомольського підпілля 1982р.

  - Тарасові Шевченку в місті Чернігові (Чернігів, 1992)
  - ПАМ'ЯТНИК ТАРАСУ БУЛЬБІ м. КАЛЕБЕРДА 2010р.Героям Малинського партійно-комсомольського підпілля 1982р.Тарасові Шевченку в місті Форт-Шевченко (Форт-Шевченко, Казахстан, 1998)

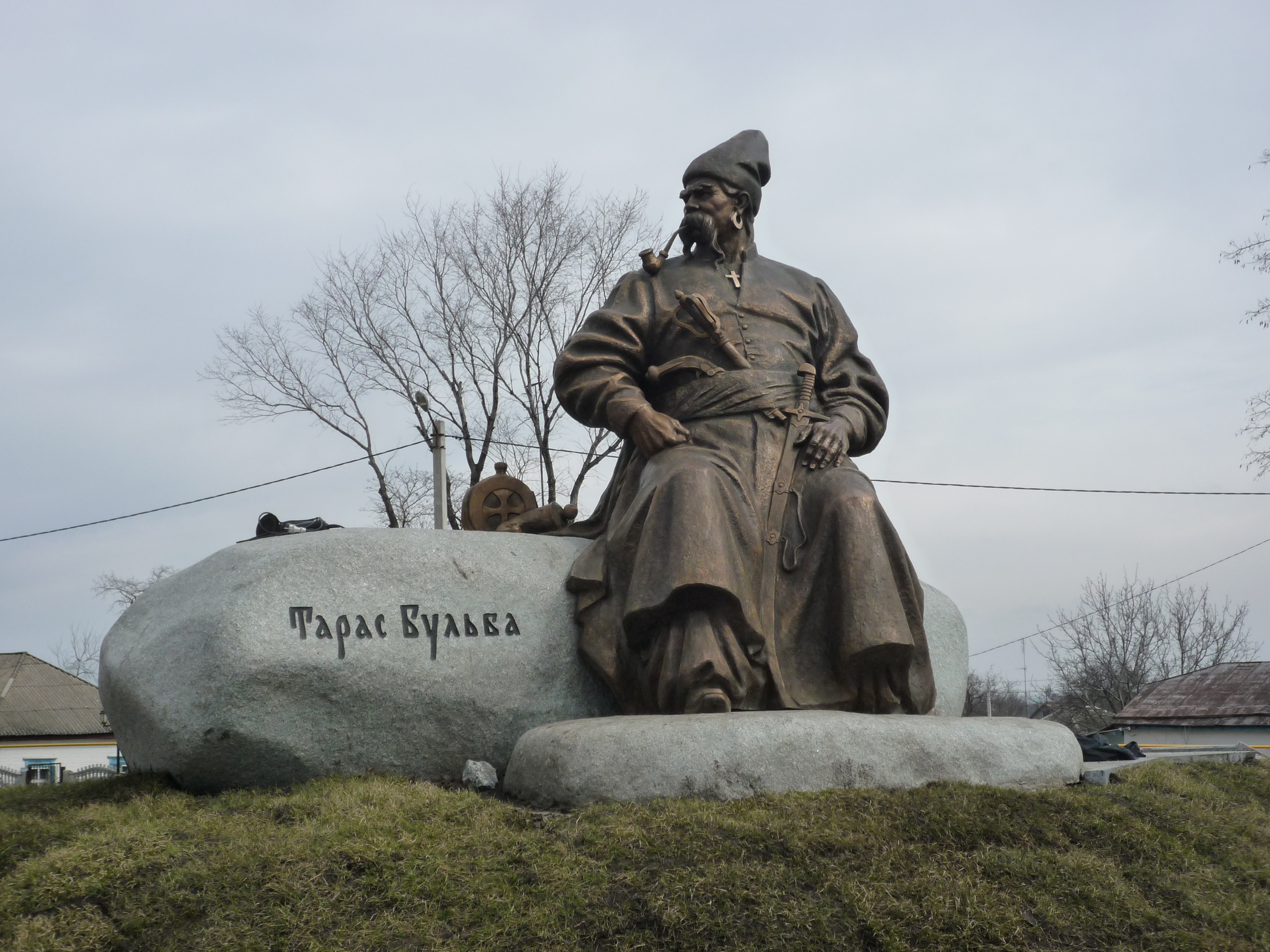
ПАМ'ЯТНИК ТАРАСУ БУЛЬБІ м. КАЛЕБЕРДА 2010р.

  - Жертвам Чорнобильської катастрофи (Святошин, Київ, 1994)
  - Жертвам репресій (Биківнянський ліс, Київ, 1995)

Пам'ятник Михайлу Грушевському м. Київ

  - Пам'ятник Михайлу Грушевському м. Київ Меморіал працівникам органів внутрішніх справ, загиблим під час виконання службових обов'язків (Солом'янська площа, Київ, 1997)
  - Михайлові Грушевському (вул. Володимирська, Київ, 1998)
- пам'ятники у співавторстві з Олексієм Чепеликом

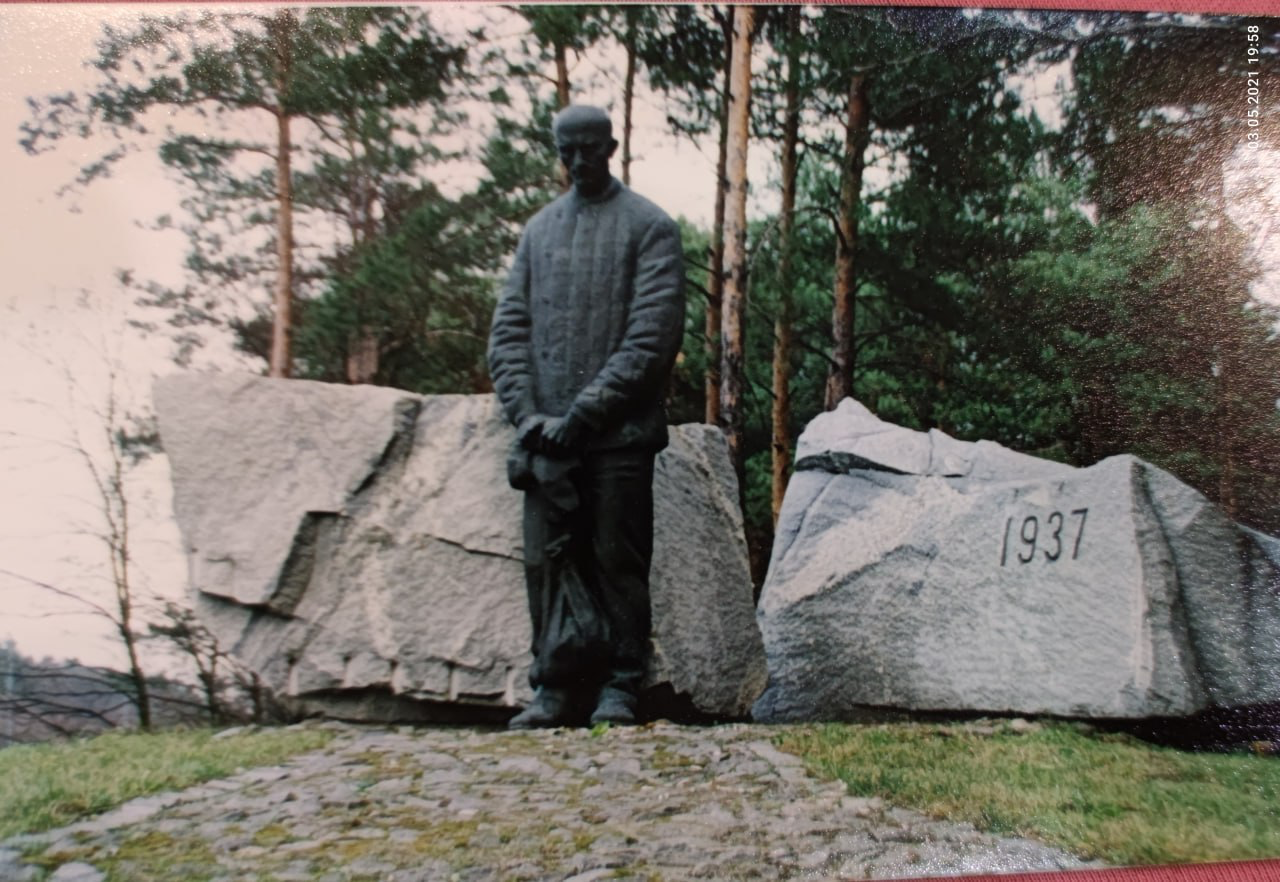
Пам'ятник Репресованим Биківня

  - Миколі Яковченку (Київ, 2000)
  - Пам'ятник Репресованим Биківня Миколі Яковченку (Прилуки, 2008)
  - Олесю Гончару (Київ, 2001)

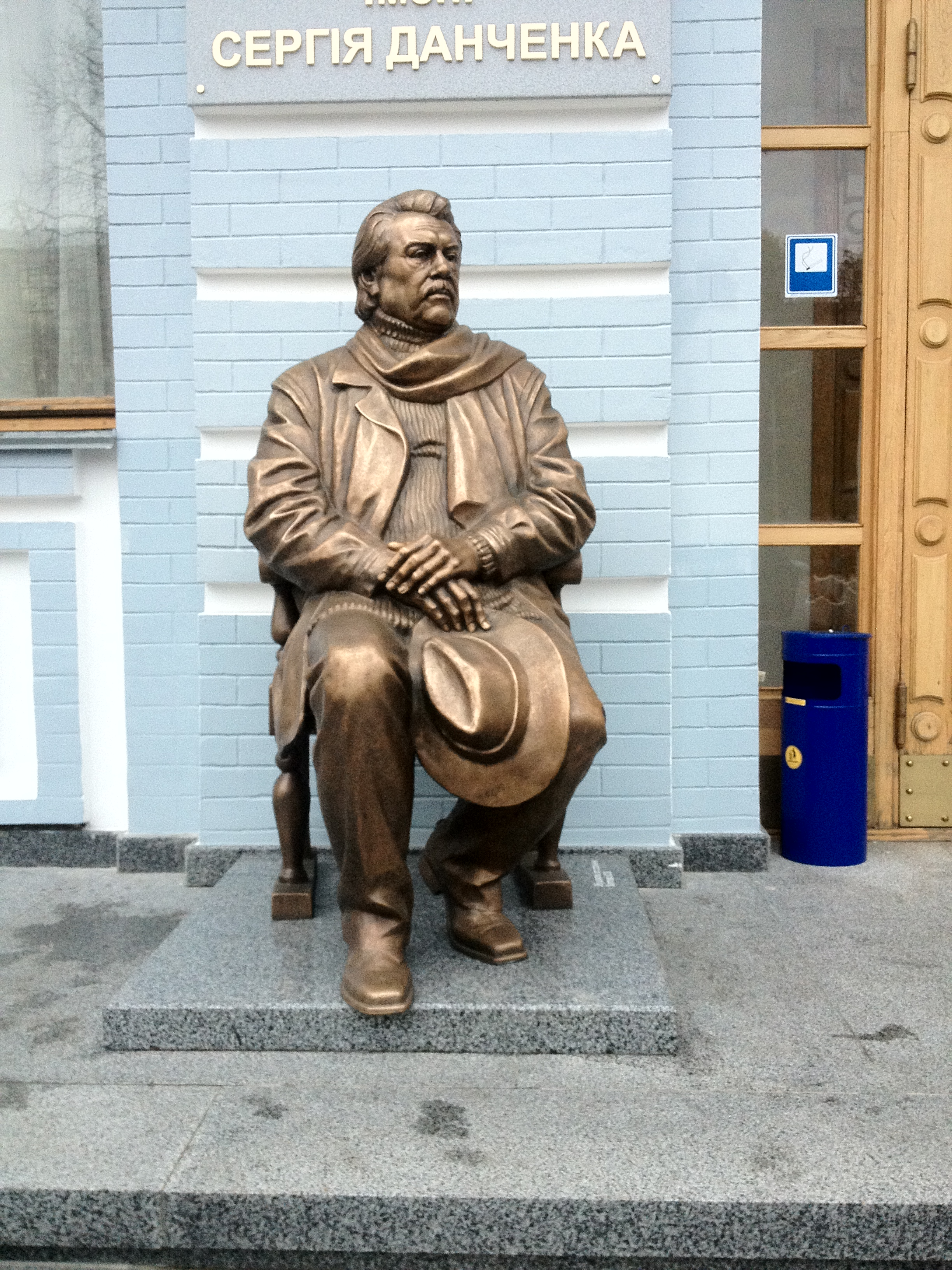
Пам’ятник Сергію Данченко м. Київ 2014р.

  - Пам’ятник Сергію Данченко м. Київ 2014р.Сержу Лифарю (Лозанна, Швейцарія, 2003)
  - Загиблим дочкам та синам України (Маутхаузен, Австрія, 2002)

Пам'ятник Миколі Яковченку м. Київ 2000р.

  - Пам'ятник Миколі Яковченку м. Київ 2000р.Українським козакам — захисникам Відня (Тюркеншанцпарк[de], Відень, Австрія, 2003)
  - Тарасові Шевченку (Тбілісі, Грузія, 2007)
  - Тарасові Бульбі (Келеберда, 2009)

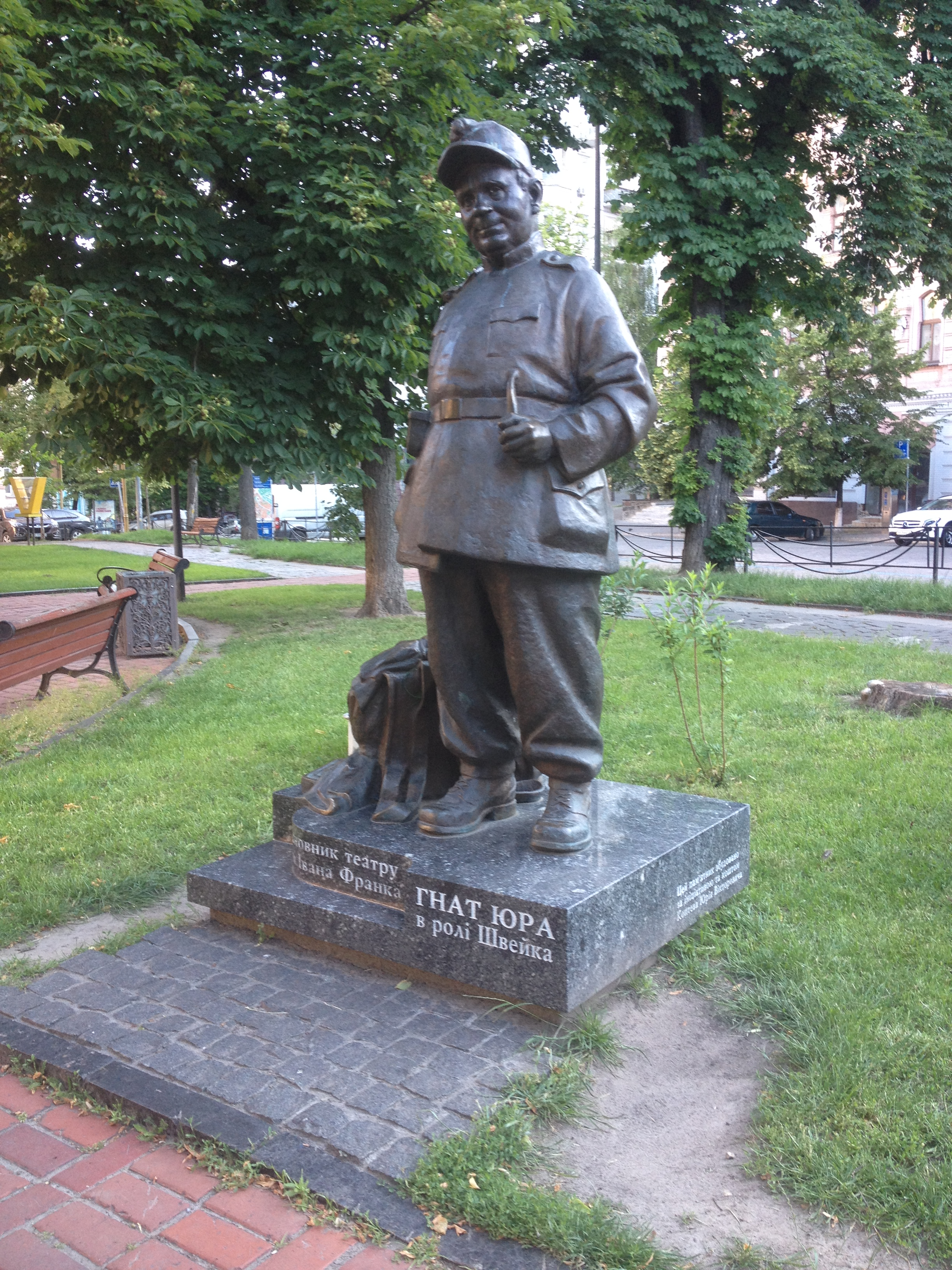
Пам'ятник Гнату Юрі м.Київ 2011р.

  - Пам'ятник Гнату Юрі м.Київ 2011р.Українським козакам — захисникам Відня (Леопольдсберг[en], Відень, Австрія, 2013)